# UE Sant Julià

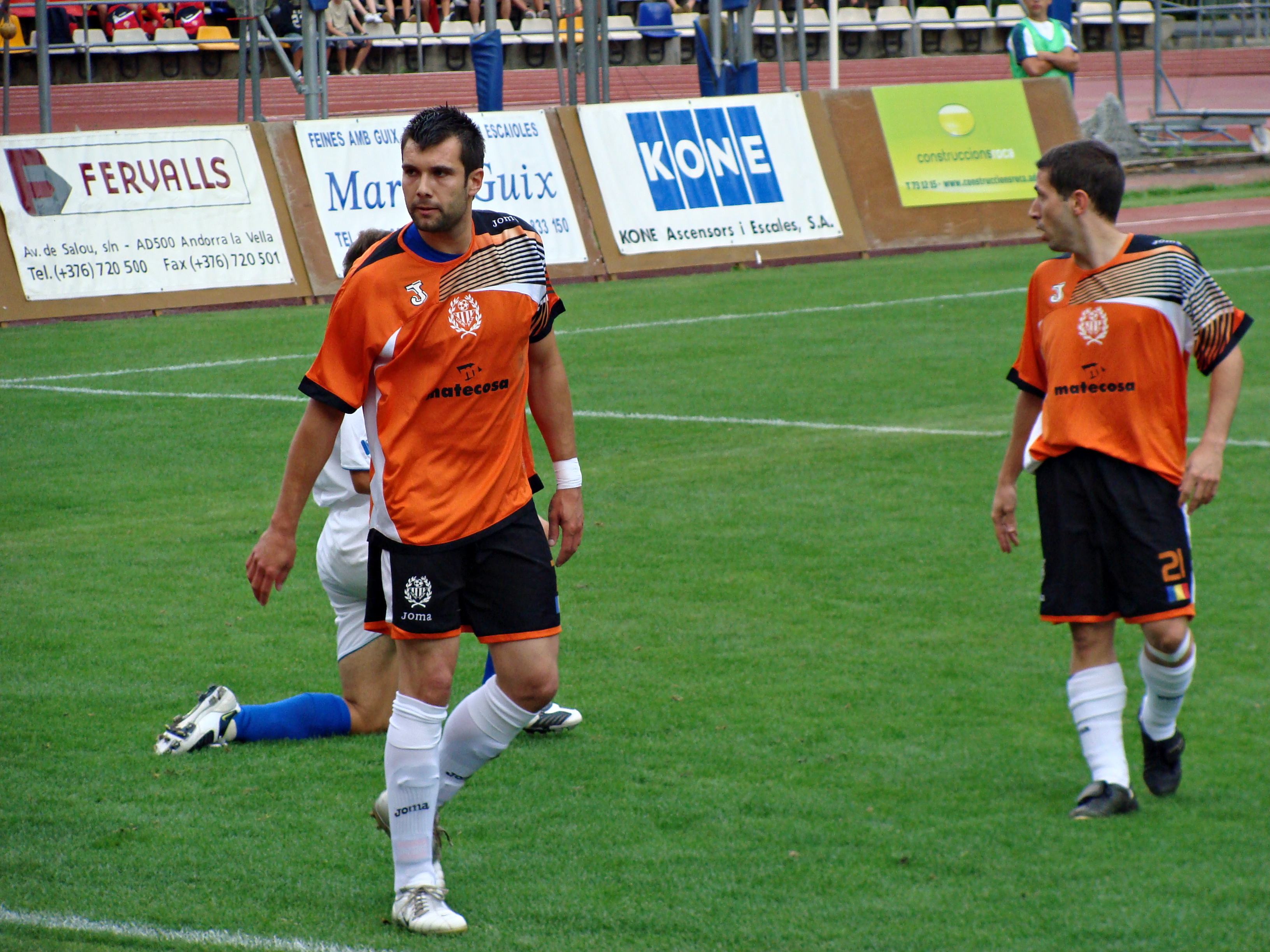
Sant Julià mot Tre Fiori från San Marino i kvalet till Uefa Champions League säsongen 2009/10.

UE Sant Julià är en fotbollsklubb i Sant Julià de Lòria i Andorra, grundad 1982. Klubben spelar i Andorras högsta division Primera Divisió.
Sant Julià har vid ett tillfälle kvalat till Uefa Champions League. Säsongen 2009/10 slog man först ut Tre Fiori från San Marino i den första kvalomgången efter straffar, men förlorade sedan mot bulgariska mästarna Levski Sofia med totalt 0–9.

## Färger
UE Sant Julià spelar i grön och svart trikåer, bortastället är orange och vit.
| UE Sant Julià | UE Sant Julià |

| UE Sant Julià | UE Sant Julià |

### Dräktsponsor
- 1994–2008	Diadora
- 2008–2012	Joma
- 2012–2015	Elements
- 2015–2017	Pentex
- 2017–2019	Hummel
- 2019–2020	Joma
- 2020–nutid	Asioka

### Trikåer
| 1982 | H | H | H | H | 2021/22 s. |

## Placering tidigare säsonger
| Säsong  | Nivå | Liga            | Placering | Referens | Notering |
| ------- | ---- | --------------- | --------- | -------- | -------- |
| 1995/96 | 1    | Primera Divisió | 8         | [ 2 ]    |          |
| 1996/97 | 1    | Primera Divisió | 7         | [ 3 ]    |          |
| 1997/98 | 1    | Primera Divisió | 9         | [ 4 ]    |          |
| 1998/99 | 1    | Primera Divisió | 6         | [ 5 ]    |          |
| 1999/00 | 1    | Primera Divisió | 5         | [ 6 ]    |          |
| 2000/01 | 1    | Primera Divisió | 2         | [ 7 ]    |          |
| 2001/02 | 1    | Primera Divisió | 2         | [ 8 ]    |          |
| 2002/03 | 1    | Primera Divisió | 3         | [ 9 ]    |          |
| 2003/04 | 1    | Primera Divisió | 2         | [ 10 ]   |          |
| 2004/05 | 1    | Primera Divisió | 1         | [ 11 ]   |          |
| 2005/06 | 1    | Primera Divisió | 2         | [ 12 ]   |          |
| 2006/07 | 1    | Primera Divisió | 3         | [ 13 ]   |          |
| 2007/08 | 1    | Primera Divisió | 2         | [ 14 ]   |          |
| 2008/09 | 1    | Primera Divisió | 1         | [ 15 ]   |          |
| 2009/10 | 1    | Primera Divisió | 3         | [ 16 ]   |          |
| 2010/11 | 1    | Primera Divisió | 2         | [ 17 ]   |          |
| 2011/12 | 1    | Primera Divisió | 4         | [ 18 ]   |          |
| 2012/13 | 1    | Primera Divisió | 4         | [ 19 ]   |          |
| 2013/14 | 1    | Primera Divisió | 3         | [ 20 ]   |          |
| 2014/15 | 1    | Primera Divisió | 4         | [ 21 ]   |          |
| 2015/16 | 1    | Primera Divisió | 3         | [ 22 ]   |          |
| 2016/17 | 1    | Primera Divisió | 2         | [ 23 ]   |          |
| 2017/18 | 1    | Primera Divisió | 3         | [ 24 ]   |          |
| 2018/19 | 1    | Primera Divisió | 2         | [ 25 ]   |          |
| 2019/20 | 1    | Primera Divisió | 4         | [ 26 ]   |          |
| 2020/21 | 1    | Primera Divisió | 2         | [ 27 ]   |          |
| 2021/22 | 1    | Primera Divisió | 3         | [ 28 ]   |          |
| 2022/23 | 1    | Primera Divisió |           | [ 29 ]   |          |

## Trupp 2022
Uppdaterad: 21 april 2022
| Nr | Land      | Pos | Namn               |
| -- | --------- | --- | ------------------ |
| 1  | Argentina | MV  | Fermín Holgado     |
| 2  | Spanien   | A   | Nene               |
| 3  | Spanien   | F   | Miguel Ruiz        |
| 4  | Spanien   | F   | Ion Echaide        |
| 8  | Spanien   | MF  | Alvaro Correia     |
| 9  | Gambia    | A   | Bacari             |
| 10 | Spanien   | MF  | Óscar García       |
| 13 | Spanien   | MV  | Diego Carrio       |
| 15 | Argentina | A   | Francisco Insausti |
| 16 | Argentina | A   | Valentín           |

| Nr | Land      | Pos | Namn                             |
| -- | --------- | --- | -------------------------------- |
| 17 | Spanien   | A   | Dani Benítez                     |
| 18 | Frankrike | A   | Nils Bouekou                     |
| 22 | Spanien   | MF  | Marcel Sgrò                      |
| 22 | Spanien   | F   | Guim Laporta                     |
| 30 | Frankrike | F   | Fabrice Begeorgi                 |
|    | Spanien   | F   | Damián Jiménez                   |
|    | Spanien   | F   | Víctor Maffeo (l.f. Hércules CF) |
|    | Spanien   | F   | Álex Pérez                       |
|    | Spanien   | MF  | Alejandro Puertas                |
|    | Italien   | A   | Antonio Rozzi                    |